# Дым и зеркала
Дым и зеркала (англ. Smoke And Mirrors) — фантастический сборник коротких рассказов и стихов Нила Геймана.

## Содержание
- Предисловие
- Гадая по внутренностям: рондель (стихотворение)
- Свадебный подарок (рассказ)
- Рыцарство (повесть/рассказ)
- Старый Николас (микрорассказ)
- Цена (рассказ)
- Троллев мост (рассказ)
- Не спрашивайте Джека (микрорассказ)
- Пруд с декоративными рыбками и другие истории (повесть/рассказ)
- Белая дорога (стихотворение)
- Королева мечей (стихотворение)
- Перемены (рассказ)
- Дочь сов (микрорассказ)
- Особое шогготское (повесть/рассказ)
- Вирус (стихотворение)
- В поисках девушки (повесть/рассказ)
- Просто опять конец света (рассказ)
- Неовульф (стихотворение)
- Мы можем дать скидку на опт (рассказ)
- Одна жизнь под соусом из раннего Муркока (повесть/рассказ)
- Холодные краски (стихотворение)
- Сметающий сны (микрорассказ)
- Чужие члены (повесть/рассказ)
- Сестина вампира (стихотворение)
- Мышь (повесть/рассказ)
- …И моря перемены (стихотворение)
- «Как мы ездили смотреть на край света» Сочинение Дуони Морнингсайд, 11 лет и 3 месяца (повесть/рассказ)
- Ветер пустыни (стихотворение)
- Каков ты на вкус? (повесть/рассказ)
- Младенчики (микрорассказ)
- Мистерии убийства (повесть/рассказ)
- Снег, зеркало, яблоко (повесть/рассказ)